# فيرناندو نافارو
فيرناندو نافارو (بالإسبانية: Fernando Navarro Corbacho) ، من مواليد 25 يونيو 1982 في برشلونة في إسبانيا ، لاعب كرة قدم إسباني.
يلعب مع نادي إشبيلية منذ عام 2008.
بدأ باللعب مع منتخب إسبانيا لكرة القدم في عام 2008.

## روابط خارجية
- فيرناندو نافارو على موقع الاتحاد الدولي (مؤرشف)  (الإنجليزية)
- فيرناندو نافارو على موقع الاتحاد الأوربي (الإنجليزية)
- فيرناندو نافارو على موقع قاعدة بيانات كرة القدم.إي يو (الإنجليزية)
- فيرناندو نافارو على موقع بيانات كرة القدم. دي إي (الألمانية)
- فيرناندو نافارو على موقع ناشيونال فوتبول تيمز (الإنجليزية)
- فيرناندو نافارو على موقع Soccerway.com (الإنجليزية)
- فيرناندو نافارو على موقع عالم كرة القدم.نت (الإنجليزية)
- فيرناندو نافارو على موقع AS.com (الإسبانية)